# キラリ☆彡スター☆トゥインクルプリキュア/パペピプ☆ロマンチック
「キラリ☆彡スター☆トゥインクルプリキュア/パペピプ☆ロマンチック」は、北川理恵/吉武千颯のシングル。2019年3月6日にマーベラスから発売。

## 概要
テレビアニメ『スター☆トゥインクルプリキュア』の主題歌を収録したスプリット・シングル。オープニングテーマの「キラリ☆彡スター☆トゥインクルプリキュア」は、『Go!プリンセスプリキュア』『魔法つかいプリキュア!』の主題歌を始めとしてプリキュアシリーズの楽曲を担当してきた北川理恵が歌う。前期エンディングテーマの「パペピプ☆ロマンチック」は2017年に開催された声優アーティストオーディション「ANISONG STARS」で審査員特別賞を受賞した新人の吉武千颯が担当する。
前作同様DVD付属盤と通常盤の2種類が発売されており、DVD付属盤にはオープニングとエンディングのノンテロップムービーが収録されている。エンディング「パペピプ☆ロマンチック」の振り付けは振付稼業air:manが担当している。また、初回限定封入特典として、いずれの盤にもジャケットサイズ・ステッカーが同梱されている。CDジャケットには4人のプリキュアとフワ・プルンスが描かれている。

## 収録曲
1. キラリ☆彡スター☆トゥインクルプリキュア
歌：北川理恵
作詞・作曲：藤本記子（Nostalgic Orchestra）、編曲：福富雅之（Nostalgic Orchestra）
  - テレビアニメ『スター☆トゥインクルプリキュア』オープニングテーマ
2. パペピプ☆ロマンチック
歌：吉武千颯
作詞：高瀬愛虹、作曲：田村信二、編曲：草野よしひろ、田村信二
  - テレビアニメ『スター☆トゥインクルプリキュア』前期エンディングテーマ
3. キラリ☆彡スター☆トゥインクルプリキュア（オリジナル・メロディー入り・カラオケ／オリジナル・カラオケ）
CD+DVD盤はオリジナル・メロディー入り・カラオケ、通常盤はオリジナル・カラオケという仕様になっている。
4. パペピプ☆ロマンチック（オリジナル・メロディー入り・カラオケ／オリジナル・カラオケ）
CD+DVD盤はオリジナル・メロディー入り・カラオケ、通常盤はオリジナル・カラオケという仕様になっている。

### DVD（CD+DVD盤のみ同梱）
1. オープニング「キラリ☆彡スター☆トゥインクルプリキュア」ノンテロップ映像
2. エンディング「パペピプ☆ロマンチック」ノンテロップ映像